# Моденська шахова школа
Моде́нська ша́хова шко́ла (Моденські майстри; італ. Scuola Modenese) — гурт італійських шахових теоретиків XVIII сторіччя.
Провідними теоретиками школи були шахові майстри з міста Модена: Ерколе Дель Ріо, Джамбатіста Лоллі і Доменіко Лоренцо Понціані. У своїх працях вони продовжували традиції італійської шахової думки XVI сторіччя (Сальвіо, Ґреко). Їхніми ідейними суперниками були іспанець Руї Лопес та француз Франсуа Філідор. Тоді як Філідор вважав ключовими шаховими фігурами пішаків, завдяки яким можна досягти позиційної переваги, моденські майстри вдавалися до інших крайнощів — зневажали позиційне підґрунтя, жертвували пішаків та використовуючи гамбіти, і якнайшвидше атакували короля суперника важкими фігурами.